# Santa Rosa (Nova Ecija)
Santa Rosa é um município de  primeira classe de renda municipal (d) na província Nova Ecija, nas Filipinas. De acordo com o censo de 1 de maio  de  2020 possui uma população de 75 649 pessoas e 18 801 domicílios.